# منطقة ايتواه
ايتواه رمزها «EW» (بالإنجليزية: Etawah)‏ ، هو تقسيم إداري لدولة الهند تتبع ولاية أتر برديش (بالإنجليزية: Uttar  Pradesh)‏ ، مركزها هو مدينة ايتواه (بالإنجليزية: Etawah)‏ عدد سكانها حسب تعداد سنة 2001 هو 1,340,031 ، مساحتها 2,287 كم² وكثافة السكان 586 لكل كم² .